# ليزا جيبسون
ليزا جيبسون (بالإنجليزية: Lisa Gibson)‏ هي لاعبة كرة الماء بريطانية، ولدت في 12 أغسطس 1989.

## وصلات خارجية
- ليزا جيبسون على موقع الاتحاد الدولي للسباحة (الإنجليزية)
- ليزا جيبسون على موقع أوليمبيديا (الإنجليزية)
- ليزا جيبسون على موقع اللجنة الأولمبية البريطانية (الإنجليزية)